# 節奏口技
節奏口技，口語常簡稱為Beatbox，是一種模仿敲擊樂的聲樂，利用人聲去模仿出有節奏、韻律的敲擊樂效果。節奏口技最常出現在嘻哈文化裏，自1980年代興起，後來沉寂了一段時間，至1990年代末因為饒舌文化而得以復興，樂手在即興表演時通常在沒有樂器的情況下使用節奏口技。節奏口技慢慢演變成一種獨立音樂藝術及文化，還不時有相關比賽舉行，例如在德國舉辦的世界賽、Swissbeatbox舉辦的Grand Beatbox Battle、Asia Beatbox（TWBeatbox、HKBeatbox、JPBeatbox共同創辦)的Asia Beatbox Championships。

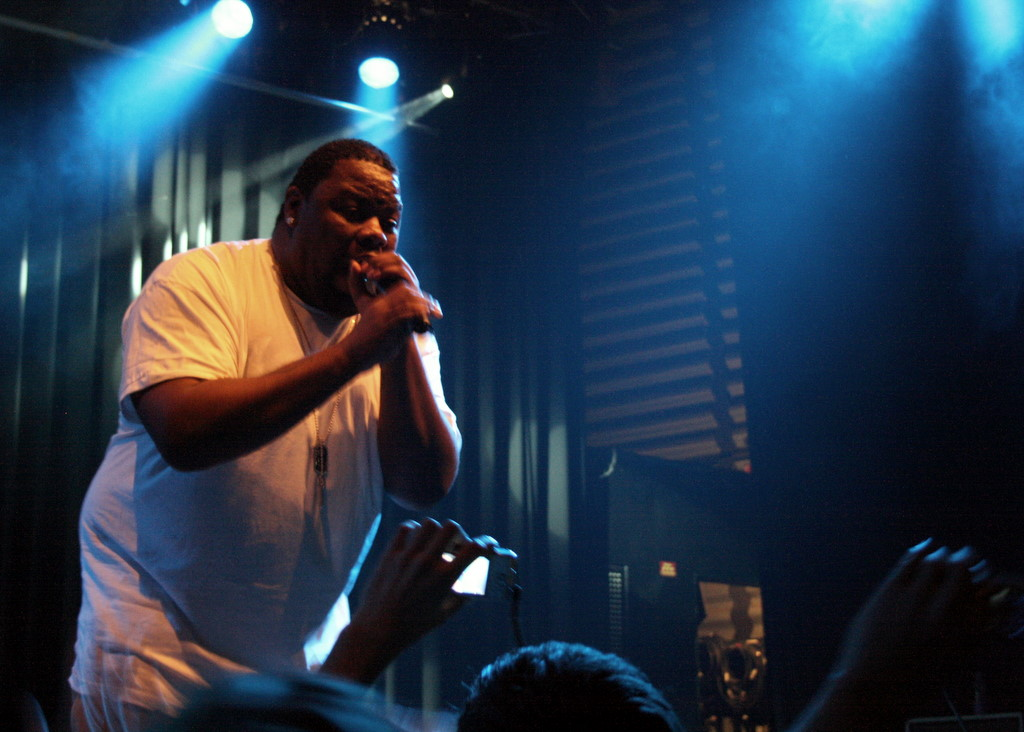
一位歌手在進行節奏口技

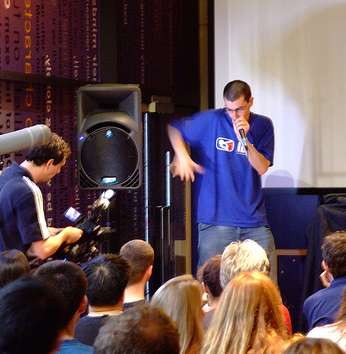
一位歌手在進行節奏口技

## 精選作品列表
此列表是精選的商業發行唱片目錄，這些唱片主要或完全基於節奏口技表演，或是在節奏口技表演及普及的歷史上具有顯著影響力。

### 1980年代
- Michael Winslow：電影《金牌警校軍》配樂（1984年）
- Fat Boys：《Fat Boys》（1984年）
- Doug E. Fresh 與 Slick Rick：《The Show》, 收錄於《La Di Da Di》（1985年）
- Wise (Stetsasonic)：《Just Say Stet》（1985年）、《Faye》（1986年）與《Stet Troop 88》（1988年）
- Biz Markie：《Goin' Off》，收錄於《Make The Music With Your Mouth, Biz》（1988年）
- Vanilla Ice：《Havin' A Roni》，收錄於《To The Extreme》（1990年）

### 1990年代
- Rahzel：《Make The Music 2000》（1999年）

### 2000年代
- Click Tha Supah Latin：《Square Won》（2001年）
- Kyle "Scratch" Jones：《The Embodiment of Instrumentation》（2002年）
- Killa Kela：《The Permanent Marker》（2002年）
- Rahzel：《Rahzel's Greatest Knockouts!》（2004年）
- Björk：《Medúlla》（2004年）
- Joel Turner：《These Kids》（2004年）
- Biz Markie：《Make the Music with your Mouth, Biz》（2006年）
- Kid Beyond：《Amplivate》 （2006年）
- Bee Low：《The Maniac Orchestra》 （页面存档备份，存于）

### 2010年代
- Beardyman（英语：Beardyman）：《I Done a Album（英语：I Done a Album）》（2011年）
- Hopsin（英语：Hopsin）：《Lunch Time Cypher》（2013年）
- Reeps One（英语：Reeps One）：《Move》（2013年）
- Berywam（英语：Berywam）：《Berywam》（2017年）
- NaPoM（英语：Beatbox House）：《Lips》（2018年）